# Ana Capeta
Ana Inês Palma Capeta (Aljustrel, 22 december 1997) is een Portugese voetbalster die uitkomt voor Sporting CP in de Portugese hoogste divisie (Campeonato Nacional Feminino).

## Clubcarrière
De carrière van Ana Capeta in de Portugese hoogste divisie begon in het seizoen 2013/14 bij Atlético Ouriense. Atlético Ouriense was regerend landkampioen en zou het kampioenschap in het seizoen 2013/14 prolongeren. Door twee opeenvolgende ernstige blessures kwam Capeta in haar twee seizoenen bij Atlético Ouriense nauwelijks aan spelen toe.
Om zichzelf de kans te geven in alle rust te herstellen, deed Capeta in het seizoen 2015/16 een stap terug naar de tweede divisie (Campeonato Nacional de Promoção Feminino). Met haar club Clube Atlético e Cultural da Pontinha (CAC Pontinha) bewerkstelligde ze promotie naar de hoogste divisie.
Vanaf het seizoen 2016/17 speelde Capeta vijf seizoenen voor Sporting Clube de Portugal (Sporting CP), in de Portugese hoogste divisie. Met Sporting CP won ze de dubbel in zowel 2017 als 2018. Daarnaast won ze met Sporting CP in 2017 de Portugese Supercup. Ana Capeta speelde in deze vijf seizoenen 104 wedstrijden in het eerste elftal van Sporting, en maakte daarin 76 doelpunten.
Op 3 juni 2021 tekende Ana Capeta een contract voor twee seizoenen bij de Nederlandse club PSV. Op 16 augustus 2021 maakte PSV echter bekend dat ze vanwege heimwee zou terugkeren naar Portugal. Na één seizoen bij FC Famalicão keerde ze in de zomer van 2022 terug bij haar vroegere club Sporting CP.

## Interlandcarrière
Op 24 november 2017 maakte Ana Capeta haar debuut in de Portugese nationale A-selectie in de WK-kwalificatiewedstrijd tegen Moldavië (8-0). Haar eerste doelpunt voor de A-selectie maakte ze op 23 oktober 2020 in de EK-kwalificatiewedstrijd tegen Cyprus. In 20 interlands scoorde ze in totaal 3 doelpunten.

## Het Capeta-effect
Ana Capeta is vermaard om de energie die ze haar team geeft wanneer ze als invaller het veld in komt. Verschillende keren heeft ze op die manier een wedstrijd doen kantelen.
Haar reputatie ontstond in de bekerfinale van 2017 tegen SC Braga. Als invaller scoorde Ana Capeta het winnende doelpunt in de verlenging, 2-1. Enkele maanden later speelde Capeta een beslissende rol in de strijd om de Supercup, eveneens tegen SC Braga. Ze werd vlak voor tijd ingebracht, bij een achterstand van 1-0. In de tweede minuut van de extra tijd scoorde ze de gelijkmaker, waarna ze in de verlenging nog tweemaal scoorde, 3-1. Haar eerste doelpunt voor het Portugese nationale elftal maakte ze in oktober 2020 tegen Cyprus, vrijwel meteen nadat ze in blessuretijd in het veld kwam.
Capeta’s beslissende inbreng als invalster staat in de Portugese sportpers bekend als het Capeta-effect (efeito Capeta). Haar status als 'geheim wapen' bevalt Capeta niet. Liever bewijst ze haar waarde in de basiself.

## Erelijst
In clubverband
Met Atlético Ouriense
- Kampioen van Portugal (2013/14)
- Winnaar van de Portugese beker (2013/14)

Met CAC Pontinha
- Kampioen van de Portugese tweede divisie (2015/16)

Met Sporting CP
- Kampioen van Portugal (2016/17 en 2017/18)
- Winnaar van de Portugese beker (2016/17 en 2017/18)
- Winnaar van de Portugese Supercup (2017)

Individueel
- Vrouwelijke revelatie van het jaar 2017